# Star Wars: Escape from Valo
Star Wars: The High Republic: Escape from Valo es una novela juvenil estadounidense ambientada en el universo Star Wars, coescrita por Alyssa Wong y Daniel José Older.

## Desarrollo
La novela fue anunciada por primera vez de forma oficial en noviembre de 2023, siendo el primer título de la tercera fase del proyecto multimedia Star Wars: The High Republic. La novela cuenta con cuatro protagonistas, Ram Jomaram, quien ya había aparecido en títulos anteriores, y tres nuevos personajes debutantes: Gavi, Kildo y Tep Tep.

## Sinopsis
En la Zona de Oclusión, controlada por los Nihil, el padawan Ram Jomaram lucha por ayudar a su planeta natal, Valo, a sobrevivir mientras oculta su identidad jedi. Al descubrir a tres jóvenes Jedi en las ruinas de un zoológico, Ram asume inesperadamente el rol de líder. Juntos, deben superar sus miedos y proteger a la gente de Valo como solo los jedi pueden hacerlo.

## Recepción
Tyler Bradshaw de Star Wars News Net elogió la evolución del personaje de Ram Jomaram en la obra, quien se ve obligado a salir de su zona de confort y ejercer un nuevo rol como líder y protector de otros jóvenes con menos experiencia. Tyler destacó también la profundidad y el conflicto moral en el personaje de Driggit, una antigua amiga y aliada de los protagonistas que se ve obligada a unirse al bando enemigo, los Nihil, para así poder proteger a su familia y seres queridos. Finalmente, Bradshaw concluyó su reseña calificando a la obra como un «deleite de buen gusto de principio a fin».
Eric Eilersen de Youtini elogió la inclusión de personajes trans y de género no binario en la historia, celebrando que los niños trans pudieran verse reflejado a sí mismos en personajes principales del universo Star Wars.